# Talsperre Chulabhorn
Die Talsperre Chulabhorn (ursprünglich als Talsperre Nam Phrom bezeichnet, später nach der Prinzessin Chulabhorn Walailak umbenannt) ist eine Talsperre mit Wasserkraftwerk im Landkreis Khon San, Provinz Chaiyaphum, Thailand. Sie staut den Phrom zu einem Stausee auf.
Die Talsperre dient sowohl der Stromerzeugung als auch der Bewässerung. Mit dem Bau wurde im Januar 1970 begonnen; sie ging im Oktober 1972 in Betrieb. Die Talsperre ist im Besitz der Electricity Generating Authority of Thailand (EGAT) und wird auch von EGAT betrieben.

## Absperrbauwerk
Das Absperrbauwerk ist ein Steinschüttdamm mit Tonkern und einer Höhe von 70 m. Die Länge der Dammkrone beträgt 700 m; ihre Breite liegt bei 8 m.

## Stausee
Bei einem Stauziel von 763 m erstreckt sich der Stausee über eine Fläche von rund 12 km² und fasst 188 (bzw. 193,75) Mio. m³ Wasser. Im Sommer 2019 verringerte sich der Stausee infolge einer Trockenperiode auf nur noch 4 (bzw. 26) % der normalen Kapazität.

## Kraftwerk
Die installierte Leistung des Kraftwerks beträgt mit zwei Pelton-Turbinen 40 MW. Die Jahreserzeugung liegt bei 57 (bzw. 59 oder 140) Mio. kWh.